# Jean-Baptiste Nompère de Champagny

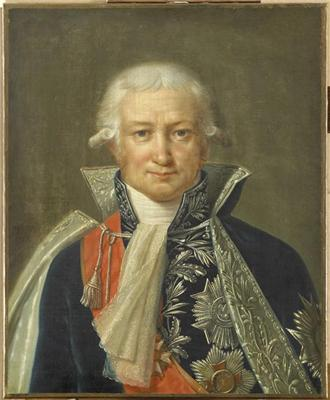
Jean-Baptiste Nompère de Champagny, hertog van Cadore, geportretteerd door Jean-Joseph Ansiaux.

Jean-Baptiste Nompère de Champagny (Roanne, 4 augustus 1758 - Parijs, 3 juli 1834) was na 1808 als duc de l'Empire hertog van Cadore.
Champagny, een jongeman uit de lagere adel, was op zijn 26ste al kapitein van een kleine oorlogsbodem en zag actie in de Amerikaanse Revolutie waarbij Frankrijk de opstandige Verenigde Staten bijstond. Hij werd in 1789 als afgevaardigde van de adel naar de vergadering van de Staten-Generaal afgevaardigd en viel daar op door zijn gematigdheid en welsprekendheid.
Champagny was een van de edellieden die tegen de zin van de koning samen met de derde stand ging vergaderen.
Champagny overleefde de terreur van de Franse Revolutie, omdat hij zich tussen 1791 en 1799 geheel uit het openbare leven had teruggetrokken. Champagny werd in 1800 door Napoleon Bonaparte in de Franse Raad van State benoemd. In 1801 werd hij ambassadeur in Wenen en 1804 minister van Binnenlandse Zaken. Champagny was een uitstekend bestuurder en voerde een deel van de grote infrastructurele projecten van de keizer uit. In 1807 werd Champagny, vertrouweling en steunpilaar van Napoleon, als opvolger van de trouweloze Talleyrand, minister van Buitenlandse Zaken in welke functie hij een belangrijke rol bij het tot stand komen van het huwelijk van Napoleon met de Oostenrijkse keizersdochter Marie-Louise en het verdrag van Wenen speelde.
In 1808 was Champagny betrokken bij de samenzwering, waarbij de Spaanse Bourbons gedwongen werden af te treden ten gunste van Napoleons broer Joseph Bonaparte en de annexatie van de Pauselijke Staat. Napoleon benoemde Champagny tot hertog van Cadore, een hertogdom in Italië.
Op 17 april 1811 werd Champagny, die in conflict met Napoleon was gekomen, benoemd tot intendant-generaal van de Kroon en grootkanselier van de Orde van de Reünie. Deze erefuncties hadden weinig om het lijf en verschaften Champagny geen politieke invloed.
Na Napoleons eerste troonsafstand in 1814 werd Champagny door de keizerin benaderd om politieke contacten met Oostenrijk aan te knopen, maar toen duidelijk werd dat de zaak van de Bonapartes verloren was, liep hij over naar de Bourbons. In 1815 keerde Napoleon nog eenmaal terug op de troon en tijdens deze regering van honderd dagen steunde Champagny zijn oude meester. Lodewijk XVIII hield Champagny daarom buiten de regering, maar nam de Hertog in 1819 wel op in de lijst van Franse Pairs.
Champagny had drie zonen maar zijn hertogstitel stierf in 1892 uit.
- Bibliothèque nationale de France: cb118959754 (data)
- Biografisch Portaal: 72843025
- Gemeinsame Normdatei: 116487690
- International Standard Name Identifier: 0000 0000 9451 1397
- Library of Congress Control Number: n96041218
- Base Léonore: LH//2001/50
- Nationale Bibliotheek van Israël: 987007361696205171
- LIBRIS: 333051
- Système universitaire de documentation: 026777207
- Trove: 1497980
- Virtual International Authority File: 95169269
- WorldCat: E39PBJvCKrkDR3DwGWm4qYhyh3